# Liste der Monuments historiques in Barbery (Oise)
Die Liste der Monuments historiques in Barbery (Oise) führt die Monuments historiques in der französischen Gemeinde Barbery auf.

## Liste der Bauwerke
| Bezeichnung    | Beschreibung                  | Standort | Kennzeichnung | Schutzstatus | Datum | Bild           |
| -------------- | ----------------------------- | -------- | ------------- | ------------ | ----- | -------------- |
| Kirche St-Rémy | Erbaut ab dem 12. Jahrhundert | (Lage)   | PA00114495    | Inscrit      | 1978  | weitere Bilder |